# Liste der Monuments historiques in Rubrouck
Die Liste der Monuments historiques in Rubrouck führt die Monuments historiques in der französischen Gemeinde Rubrouck auf.

## Liste der Bauwerke
| Bezeichnung         | Beschreibung | Standort       | Kennzeichnung | Schutzstatus | Datum | Bild           |
| ------------------- | ------------ | -------------- | ------------- | ------------ | ----- | -------------- |
| Kirche St-Sylvestre |              | (Lage)         | PA00107792    | Classé       | 1987  | weitere Bilder |
| Motte               |              | Plaetze (Lage) | PA00107793    | Inscrit      | 1980  |                |